# Бертран, Клод
Клод Бертран (фр. Claude Bertrand; 1917, Шербрук, Квебек — 7 августа 2014, Утремон, Квебек) — канадский врач-нейрохирург. Член Совета Канады по медицинским исследованиям, компаньон ордена Канады (1971).

## Биография
Клод Бертран родился в квебекском городе Шербрук в марте 1917 года в семье хирургов. С отличием окончив Шербрукскую семинарию в 1934 году, он поступил в Монреальский университет на инженерное отделение, куда его привела любовь к математике, но уже на первом курсе перевёлся на медицинский факультет, который окончил в 1940 году как Родсовский стипендиат. Специализацию в области нейрохирургии Бертран проходил в Монреальском неврологическом институте под руководством Уайлдера Пенфилда, Уильяма Коуна и Артура Элвиджа. В 1942 году он был мобилизован в канадскую армию, где возглавлял неврологическое отделение госпиталя в Сент-Анн-де-Бельвю. В 1942 году он также женился на Клэр Паради, которая впоследствии родила ему четырёх детей.
По окончании войны, в 1946 году, Бертран отправился в Оксфордский университет, где проработал год с профессорами Легро Кларком и Грэмом Уэдделлом. В это время вышла его работа «Диффузия и абсорбция в мозге», наблюдения из которой были позже подтверждены с использованием радиоизотопного метода. Вернувшись в Канаду, Бертран основал в монреальской больнице Нотр-Дам отделение нейрохирургии, заведующим которого оставался с 1952 по 1972 год.
На протяжении всей активной карьеры Клод Бертран уделял большое внимание развитию методов нейрохирургии и неврологии. На разных этапах карьеры он возглавлял Монреальское неврологическое общество, Франкоязычное нейрохирургическое общество, Канадское неврологическое общество, Американское нейрохирургическое общество, Медицинское общество Монреаля и Национальный консультативный совет по физкультуре и любительскому спорту. Бертран был членом комиссии из трёх врачей, назначенной Советом хирургических исследований для анализа хирургических исследований в Канаде, а также много лет входил в Совет Канады по медицинским исследованиям. Вместе с доктором Гарольдом Эллиоттом он инициировал создание Комиссии по дорожным авариям в Канаде. Общественная работа Бертрана включала также участие в совете попечителей Колледжa объединённого мира Пирсона и в консультативном совете Инновационного фонда Маннинга.
Клод Бертран скончался в монреальском пригороде Утремон в августе 2014 года в возрасте 97 лет.

## Вклад в науку
Научная карьера Клода Бертрана началась уже в 1943 году, когда он стал штатным исследователем Университета Макгилла. В 1946 году он работал с доктором Робертом Малмо над вопросом локализации функций теменной доли мозга, в частности исследуя явление агнозии при хирургической абляции теменной доли. Его работа в Оксфорде в 1946—1947 годах завершилась публикацией исследования о диффузии и абсорбции жидкостей в мозге. Вместе с нейрорадиологом Жаном-Луи Леже Бертран предложил методику артериографии при тяжёлых черепно-мозговых травмах.
Начиная с 1954 года основной научный интерес Бертрана лежал в сфере применения стереотактической хирургии для борьбы с непроизвольными движениями, в частности при болезни Паркинсона. Им был разработан инструмент для стереотактических операций с экранной локализацией лазерного луча; быстрая фиксация луча позволяла использовать при операциях с этим инструментом только местную анестезию. Бертран также модифицировал лейкотом Мониша, используя тонкую тупую проволоку для ориентированных надрезов после стимуляции. Он участвовал в разработке методик лечения дистоний, в том числе спастической кривошеи; его работа легла в основу периферийного метода лечения спастической кривошеи с использованием записей стимуляции и проводниковой анестезии. Селективная периферийная денервация впоследствии применялась в лечении сотен пациентов.

## Награды и звания
В 1971 году Клод Бертран был произведён в компаньоны Ордена Канады «за его исследования и вклад в развитие нейрохирургии». Он также был почётным профессором хирургии Монреальского университета, почётным членом Британского общества нейрохирургов и Французского неврологического общества. Среди других его наград:
- Премия имени Лоуренса Пула (Эдинбургский университет, 1970-71)
- Медаль Европейского общества стереотактической и функциональной нейрохирургии (1978)
- Медали Серебряного, Золотого и Бриллиантового юбилея королевы Елизаветы II